# كوفنتري (كونيتيكت)
كوفنتري (بالإنجليزية: Coventry, Connecticut)‏ هي بلدة أمريكية تقع في الولايات المتحدة في كونيتيكت. يقدر عدد سكانها بـ 11,504 نسمة ومساحتها 99.5 كم2 و وترتفع عن سطح البحر 200 متر.

## أعلام
- ديفيد هايز
- ألبرت كينغزبيري هنت
- جيسي روت
- نيثان هيل
- جويل جونز
- جورج إن. برانارد